# Папазян, Акоп Давидович
Акоп Давидович Папазян (арм. Հակոբ Դավթի Փափազյան, 1 сентября 1919, Тебриз — 1997, Ереван) — советский учёный-арменолог, востоковед, историк.

## Биография
Окончил восточное отделение филологического факультета Ереванского государственного университета (1950).
Кандидат исторических наук (1954), тема диссертации "Аграрные отношения в Ереванском ханстве в XVII веке "
С 1954 по 1959 год — старший научный сотрудник Института истории Академии наук Армянской ССР. С 1956 года преподавал в Ереванском университете.
С 1959 года возглавлял отдел средневековой библиографии и документальной документации Матенадарана.
Доктор исторических наук (1968), тема диссертации «Крупное землевладение и аграрные отношения в Восточной Армении в XVI—XVII вв.», профессор (1972).

## Память

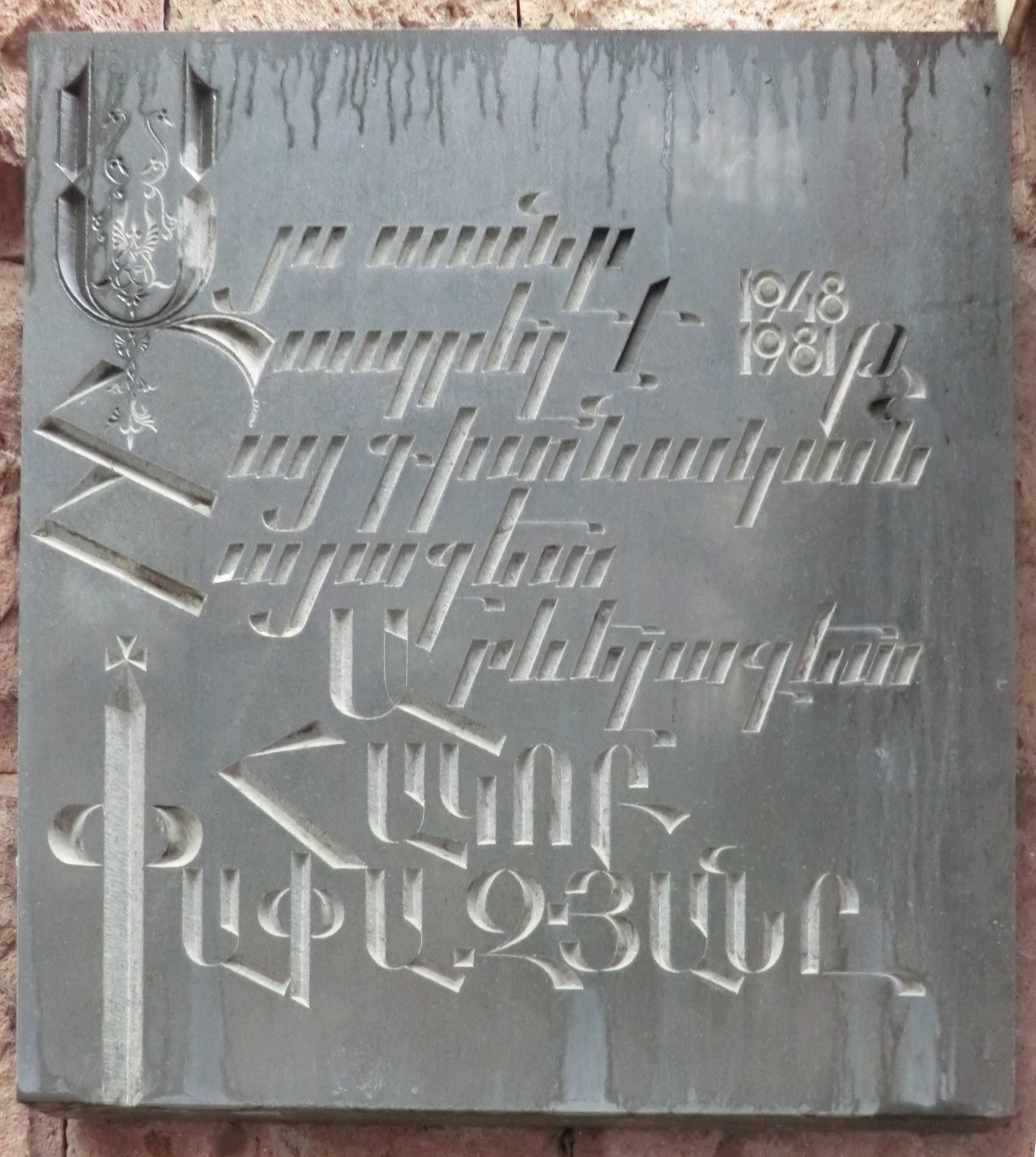
Мемориальная доска в Ереване. Ул. Туманяна, 33

Мемориальная доска в Ереване. Ул. Туманяна, 33.